# UTC+10:30
UTC+10:30 est un fuseau horaire, en avance de 10 heures et 30 minutes sur UTC.

## Zones concernées

### Toute l'année
Aucune zone n'utilise UTC+10:30 toute l'année :
- Australie :  Queensland (Gold Coast)

### Heure d'hiver (hémisphère nord)
Aucune zone n'utilise UTC+10:30 pendant l'heure d'hiver (dans l'hémisphère nord) et UTC+11:30 à l'heure d'été.

### Heure d'hiver (hémisphère sud)
Aucune zone n'utilise UTC+10:30 pendant l'heure d'hiver (dans l'hémisphère sud) et UTC+11:30 à l'heure d'été.
Les zones suivantes utilisent UTC+10:30 pendant l'heure d'hiver (dans l'hémisphère sud) et UTC+11:00 à l'heure d'été, :
- Australie, du premier dimanche d'avril au premier dimanche d'octobre :  Nouvelle-Galles du Sud (Île Lord Howe).

L'île Lord Howe observe l'heure d'été ; contrairement à la quasi-totalité des régions qui utilisent ce système, le décalage n'est pas un nombre entier d'heures : à l'heure d'été, l'île avance d'une demi-heure et passe à UTC+11:00.

### Heure d'été (hémisphère nord)
Aucune zone n'utilise UTC+10:30 pendant l'heure d'été (dans l'hémisphère nord) et UTC+09:30 à l'heure d'hiver.

### Heure d'été (hémisphère sud)
Les zones suivantes utilisent UTC+10:30 pendant l'heure d'été (dans l'hémisphère sud) et UTC+09:30 à l'heure d'hiver, :
- Australie, du premier dimanche d'octobre au premier dimanche d'avril :
  -  Australie-Méridionale[3],[4] ;
  -  Nouvelle-Galles du Sud (uniquement la région de Broken Hill).

### Résumé
Le tableau suivant résume la répartition du fuseau horaire sur les terres émergées :
| Utilisation                                     | Superficie (km²) | Population (hab.) | Densité (hab./km²) | Pays/Territoires |
| ----------------------------------------------- | ---------------- | ----------------- | ------------------ | ---------------- |
| UTC+10:30 en hiver, UTC+11:00 en été (hém. Sud) | +15,             | +0350,            | +24,               | +1,              |
| UTC+09:30 en hiver, UTC+10:30 en été (hém. Sud) | +1 040 000,      | +1 665 000,       | +01,6              | +2,              |
| Total                                           | +1 040 000,      | +1 665 000,       | +01,6              | +3,              |

## Caractéristiques

### Géographie
UTC+10:30 est en avance de 10 heures et 30 minutes sur UTC, l'un des fuseaux horaires qui ne correspond pas à un décalage entier par rapport à UTC. Il correspond à peu près à l'heure solaire moyenne de 157,5° Est. L'île Lord Howe, qui l'utilise, est située à 500 km à l'est des côtes de l'Australie (31° 33′ S, 159° 05′ E) et UTC+10:30 correspond à une meilleure approximation de l'heure solaire moyenne locale qu'un fuseau horaire entier.
En Australie, le fuseau horaire est appelé Lord Howe Standard Time (heure standard de Lord Howe, abrégé en LHST).

#### Solstices
Au solstice de décembre, les horaires de lever et de coucher de soleil sont les suivants :
- Île Lord Howe (Australie, 159° 05′ Est) : Lever à 4 h 47, zénith à 11 h 52 et coucher à 18 h 57.

Au solstice de juin :
- Adélaïde (Australie, 138° 36′Est) : Lever à 8 h 25, zénith à 13 h 17 et coucher à 18 h 10.
- Broken Hill (Australie, 141° 28′ Est) : Lever à 8 h 6, zénith à 13 h 6 et coucher à 18 h 6.

## Historique
En 1892, l'Australie adopte une standardisation de l'heure basée sur Greenwich Mean Time (GMT). Effective en février 1895, elle place l'Australie-Occidentale 8 heures en avance sur GMT, l'Australie-Méridionale (et le Territoire du Nord, qu'elle gouverne alors) 9 heures en avance et l'est de l'Australie 10 heures en avance.
En mai 1899, l'Australie-Méridionale avance son heure locale de 30 min, ne tenant pas compte de la pratique internationale courante de n'utiliser que des intervalles d'une heure entre fuseaux horaires adjacents. Elle adopte également un méridien de référence situé en dehors de ses frontières, un autre écart à la coutume. Des tentatives pour corriger cet état de fait échouent en 1986 et 1994. Lorsque le Territoire du Nord est séparé de l'Australie-Méridionale, il conserve son fuseau horaire.
En Nouvelle-Galles du Sud, la région de Broken Hill adopte par la suite le fuseau de l'Australie-Méridionale, pour des raisons pratiques. L'île Lord Howe est placée en GMT+10:30.